# Foitit
Das Mineral Foitit (IMA-Symbol Foi) ist ein seltenes Ringsilikat aus der Turmalingruppe mit der idealisierten chemischen Zusammensetzung ◻(Fe2+2Al)Al6(Si6O18)(BO3)3(OH)3OH.
Anhand äußerer Kennzeichen ist Foitit nicht von anderen, ähnlich gefärbten Turmalinen wie Schörl, Fluor-Schörl, Oxy-Schörl oder eisenreichen Dravit zu unterscheiden. Sie kristallisieren mit trigonaler Symmetrie und bilden dunkelblaue bis blauschwarze, oft gut ausgebildete, prismatische Kristalle von einigen Millimetern bis Zentimetern Größe. Die bauchigen Prismenflächen sind, wie bei vielen Turmalinen, in Längsrichtung gestreift. Im Dünnschliff zeigen sie einen starken Pleochroismus von farblos oder blass lavendelfarben nach braun oder blauschwarz. Wie alle Minerale der Turmalingruppe sind sie pyroelektrisch und piezoelektrisch.
Foitit ist nur an wenigen Fundorten weltweit zweifelsfrei nachgewiesen worden. Sie kristallisieren vorwiegend in Pegmatiten oder bei der Metasomatose z. B. von Tuffen, aber auch bei der Diagenese von Evaporiten. Die Typlokalität ist nicht genau bekannt, vermutlich ein Pegmatit in Südkalifornien.

## Etymologie und Geschichte
Einen der ersten Hinweise auf alkalifreie Schörl-Endglieder lieferte eine statistische Analyse zahlreicher Turmalinanalysen, die Foit und Rosenberg 1977 publizierten. Ähnliche Untersuchungen der Zusammensetzungen von Turmalinen aus Irland ergaben, dass der Ersatz von Fe2+ durch Al3+ gleichermaßen mit einem Verlust von Protonen (Oxy-Schörl) wie auch Na (Foitit) einhergeht. Auch Einkristall-Strukturverfeinerungen von Foit 1989 an einem Schörl mit 0,45 Leerstellen auf der Alkali-[x]-Position bestätigten diesen Befund. Einen fast alkalifreien „Schörl“ aus einem kontaktmetamorphen Tuff aus Montana beschrieben Foit und Mitarbeiter noch im gleichen Jahr.
Auf der Suche nach einem natürlichen, alkalifreien Turmalin, der groß genug für eine vollständige Charakterisierung ist, wurden Daniel J. MacDonald, Frank C. Hawthorne und Joel D. Grice schließlich 1993 in der Mineraliensammlung der Dalhousie University in Halifax, Nova Scotia fündig. Sie untersuchten einige einzelne, blauschwarze Turmaline mit der etwas allgemein gehaltenen Fundortbeschreibung „Southern California“, die nur 0,25 Na pro Formeleinheit enthielten. Den natriumfreien, aluminiumreichen Eisenturmalin nannten sie Foitit, nach dem Mineralogen Franklin F. Foit, Jr in Anerkennung seiner jahrelangen Arbeit über die Kristallchemie von alkaliarmen Turmalinen.

## Klassifikation
In der strukturellen Klassifikation der International Mineralogical Association (IMA) gehört Foitit zusammen mit Magnesio-Foitit und Celleriit zur Leerstellen-Untergruppe 1 der Leerstellen-Gruppe in der Turmalinobergruppe.
Da der Foitit erst 1992 als eigenständiges Mineral anerkannt wurde, ist er in der seit 1977 veralteten 8. Auflage der Mineralsystematik nach Strunz noch nicht verzeichnet. Einzig im Lapis-Mineralienverzeichnis nach Stefan Weiß, das sich aus Rücksicht auf private Sammler und institutionelle Sammlungen noch nach dieser alten Form der Systematik von Karl Hugo Strunz richtet, erhielt das Mineral die System- und Mineral-Nummer VIII/E.19-40. In der „Lapis-Systematik“ entspricht dies der Klasse der „Silikate und Germanate“ und dort der Abteilung „Ringsilikate (Cyclosilikate)“, wo Foitit zusammen mit Adachiit, Bosiit, Chromdravit (heute Chrom-Dravit), Chromo-Aluminopovondrait (heute Chromo-Alumino-Povondrait), Darrellhenryit, Dravit, Elbait, Feruvit, Fluor-Buergerit, Fluor-Dravit, Fluor-Elbait, Fluor-Liddicoatit, Fluor-Schörl, Fluor-Tsilaisit, Fluor-Uvit, Lucchesiit, Luinait-(OH) (heute diskreditiert), Magnesiofoitit, Maruyamait, Oxy-Chromdravit (heute Oxy-Chrom-Dravit), Oxy-Dravit, Oxy-Foitit, Oxy-Schörl, Oxy-Vanadiumdravit (heute Oxy-Vanadium-Dravit), Rossmanit, Schörl, Olenit, Povondrait, Tsilaisit, Uvit, Vanadio-Oxy-Chromdravit (heute Vanadio-Oxy-Chrom-Dravit) und Vanadio-Oxy-Dravit die „Turmalin-Gruppe“ bildet (Stand 2018).
Die von der International Mineralogical Association (IMA) zuletzt 2009 aktualisierte 9. Auflage der Strunz’schen Mineralsystematik ordnet den Foitit ebenfalls in die Abteilung der „Ringsilikate“ ein. Diese ist allerdings weiter unterteilt nach der Struktur der Ringe und der möglichen Anwesenheit inselartiger, komplexer Anionen, so dass das Mineral entsprechend seiner Zusammensetzung in der Unterabteilung „[Si6O18]12−-Sechser-Einfachringe mit inselartigen, komplexen Anionen“ zu finden ist, wo es zusammen mit Chromdravit (heute Chrom-Dravit), Dravit, Elbait, Feruvit, Fluor-Buergerit (ehemals Buergerit), Liddicoatit, Magnesiofoitit, Olenit, Povondrait, Rossmanit, Schörl, Uvit (heute Fluor-Uvit) und Vanadiumdravit (Rd, heute Oxy-Vanadium-Dravit) sowie den hypothetischen Mitgliedern Ferri-Feruvit, Ferri-Uvit, Fluor-Chromdravit, Fluor-Dravit, Fluor-Elbait, Fluor-Foitit, Fluor-Mg-Foitit, Fluor-Olenit, Fluor-Rossmanit, Fluor-Schörl, Hydroxy-Buergerit (heute Buergerit), Hydroxy-Feruvit (heute Feruvit), Hydroxy-Liddicoatit (heute Liddicoatit), Hydroxy-Uvit (heute Uvit), Oxy-Chromdravit (heute Oxy-Chrom-Dravit), Oxy-Dravit, Oxy-Elbait (heute Darrellhenryit), Oxy-Ferri-Foitit, Oxy-Feruvit (heute Lucchesiit), Oxy-Foitit, Oxy-Liddicoatit, Oxy-Mg-Ferri-Foitit, Oxy-Mg-Foitit, Oxy-Rossmanit, Oxy-Schörl, Oxy-Uvit (heute Magnesio-Lucchesiit) die „Turmalingruppe“ mit der System-Nr. 9.CK.05 bildet.
Auch die vorwiegend im englischen Sprachraum gebräuchliche Systematik der Minerale nach Dana ordnet den Foitit in die Klasse der „Silikate und Germanate“ und dort in die Abteilung der „Ringsilikate: Sechserringe“ ein. Hier ist er zusammen mit Magnesio-Foitit und Rossmanit in der „Foitit-Untergruppe“ mit der System-Nr. 61.03a.01 innerhalb der Unterabteilung „Ringsilikate: Sechserringe mit Boratgruppen (Alkali-untersättigte Turmalin-Untergruppe)“ zu finden.

## Chemismus
Foitit ist das ◻-Al-Analog von Schörl und hat die idealisierte Zusammensetzung [X]◻[Y](Fe2+2Al)[Z]Al6([T]Si6O18)(BO3)3[V](OH)3[W](OH), wobei [X], [Y], [Z], [T], [V] und [W] die Positionen in der Turmalinstruktur sind. Für den Foitit aus den Sammlungsschränken der Dalhousie University wurde folgende Strukturformel ermittelt:
- [X](Na0,25◻0,75) [Y](Li0,22Fe2+1,60Mn2+0,24Mg2+0,05Al0,89) [Z]Al6 [T]Si6,01O18(BO3)3[V](OH)3 [W](OH)

Die Zusammensetzung natürlicher Foitite ist recht variabel. Sie bilden Mischkristallreichen unter anderem mit Schörl, Oxy-Schörl, Magnesio-Foitit, Celleriit, Rossmanit und Oxy-Foitit entsprechend der Austauschreaktionen
- [Y]Fe2+ = [Y]Mg2+ (Magnesio-Foitit)
- [Y]Fe2+ = [Y]Mn2+ (Celleriit)
- [X]◻ + [Y]Al3+ = [X]Na+ + [Y]Fe2+ (Schörl)
- [X]◻ + [W](OH)− = [X]Na+ +[W]O2− (Oxy-Schörl)
- 2 [Y]Fe2+ = [Y]Li+ + [Y]Al3+ (Rossmanit)
- [Y]Fe2+ + [W](OH)− = [Y]Al3+ + [W]OH2− (Oxy-Foitit)

## Kristallstruktur
Foitit kristallisiert mit trigonaler Symmetrie in der Raumgruppe R3m (Raumgruppen-Nr. 160) mit 3 Formeleinheiten pro Elementarzelle. Die Gitterparameter des natürlichen Mischkristalls aus der Typlokalität sind: a = 15,967(2) Å, c = 7,126(1) Å. Die Gitterparameter von synthetischem Foitit sind etwas kleiner: a = 15,964(1) Å, c = 7,119(1) Å.
Die Kristallstruktur ist die von Turmalin. Die von 9 bis 10 Sauerstoffen umgebene X-Position ist nicht besetzt, die oktaedrisch koordinierte [Y]-Position ist gemischt besetzt mit zwei Eisen (Fe2+) und ein Aluminium (Al3+) und die kleinere, ebenfalls oktaedrisch koordinierte [Z]-Position enthält (Al3+). Silizium (Si4+) besetzt die tetraedrisch koordinierte [T]-Position und die [W]-Anionenposition ist mit einer (OH)−-Gruppe besetzt.

## Bildung und Fundorte

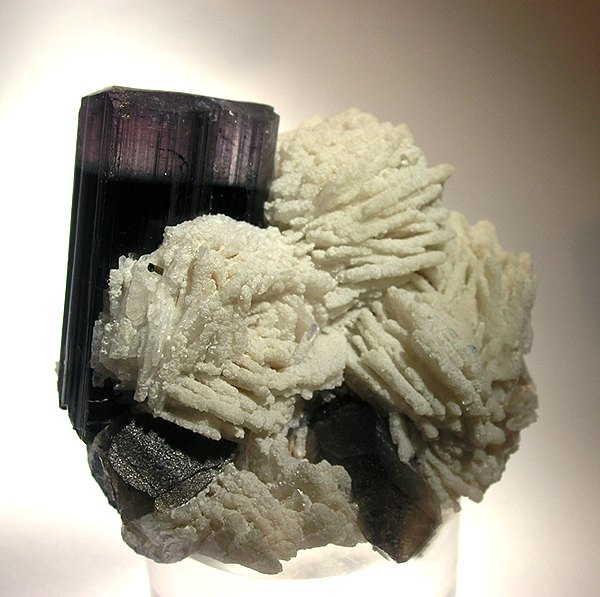
Violetter Foitit mit weißem Albit aus dem Paprok Pegmatit in Nuristan, Afghanistan

Der Stabilitätsbereich von Foitit reicht von den niedrigen Drucken und Temperaturen der Diagenese bis zu magmatischen Temperaturen in Pegmatiten.
Foitit wurde in zahlreichen Fundorten, zumeist Miarolen granitischer Pegmatite, weltweit gefunden. Von der Typlokalität weiß man nicht mehr, als dass sie im südlichen Kalifornien liegt. Funde von Foititen mit sehr ähnlicher Zusammensetzung weisen auf einen pegmatitischen Ursprung des Typmaterials hin.
Der zweite bekannte Fundort von Foitit ist ein komplexer, asymmetrisch zonierter Pegmatitgang bei San Piero in Campo auf der Insel Elba, Italien. In kleinen miarolitischen Höhlräumen tritt nadeliger bis haarförmiger, dunkelgrauer Foitit zusammen mit Quarz, Feldspat, Biotit, Beryll, Cassiterit, Columbit-(Mn), Euxenit-(Y), Ilmenit, Zirkon und den Zeolithen Mordenit und Laumontit auf. Foitit kristallisiert recht spät bei niedrigen Temperaturen und wächst auf den Kristallenden schorlomitischer und elbaitischer Turmaline.
Eisenanreicherung in der Spätphase der Kristallisation von komplexen, granitischen Pegmatiten ist ein verbreiteter Prozess. Bei Temperaturen unter 400 °C kristallisieren zunächst eisenreiche, elbaitische Turmaline und schließlich, als blau-schwarze oder violett-schwarze Kappen, Foitit. Dokumentiert wurde dies z. B. für die Lepidolith-Pegmatite bei Dobrá Voda u Křižanova in Tschechien und in der White Queen Mine bei Pala im San Diego County, Kalifornien. Bei Dobrá Voda tritt schwarz-violetter Foitit zusammen mit Elbait, Quarz, Cookeit, Albit und Apatit auf, in Kalifornien blau-violetter Foitit zusammen mit Beryll, Albit, Mikroklin, Orthoklas, Muskovit und selten eisenreichen Elbait.
Rosa Foitit wurde in Miarolen des Königsalm Pegmatit nördlich von Senftenberg (Niederösterreich) nachgewiesen. Er tritt hier zusammen mit Quarz (Rauchquarz, Rosenquarz), Mikroklin, Albit, Muskovit, Biotit, Apatit, Ilmenit, Xenotim, Monazit, Zirkon, Almandin-reichem Spessartin, Zoisit und Columbit-(Fe) auf. An den Kristallenden der Foitite ändert sich die Zusammensetzung hin zu grau-grünem Magnesio-Foitit.
Die hydrothermal überprägten Tuffe am Jack Creek, 11 km nordwestlich von Basin (Montana) im Jefferson County (Montana), Montana, führen faserigen Foitit zusammen mit Dumortierit, Quarz, Plagioklas, Alkalifeldspat, Serizit, Chlorit und den Eisenoxiden Hämatit, Magnetit und Limonit. Die unter einem Millimeter großen Kristalle sind zoniert mit blauem, schorlomitischen Kern und blass grünem, foititischen, magnesiumreicheren Rand.
Ähnliche hydrothermal überprägte Tuffe bilden die Ben Lomond Uran-Molybdän-Zink-Lagerstätte 70 km westlich von Townsville in North Queensland, Australien. Foitit bildete sich hier in Gängen, die anschließend mit Quarz und Dumortierit ausgefüllt wurden.
Die Wolfram-führenden Quarzgänge im metamorphen Quarzit der Tungsten- oder Wichita-Mine am Copper Mountain im Taos County in New Mexico sind seit 1910 bekannt. Die darin enthaltenen Turmaline wurden erst rund 90 Jahre später genauer untersucht. Es handelt sich um braune, faserige Foitite, die zusammen mit Quarz, tafeligen Wolframit, Scheelit und sekundären Kupfermineralen (Malachit, Chrysokoll) auftreten. Die Kristallisation erfolgte unter hydrothermalen, stark reduzierenden Bedingungen.
Unter oxidierenden Bedingungen bildete sich Foitit in den Quarzgängen des Baraboo-Quarzits im Südwesten Wisconsins. Hier tritt Foitit zusammen mit Hämatit in Form blaugrüner, prismatischer Kristalle von unter einem Millimeter Länge auf.